# Église collégiale Saint-Ursmer de Binche
L'église Saint-Ursmer ou collégiale Saint-Ursmer ou église Moustier Sainte-Marie est un édifice religieux collégial situé à Binche dans la province belge du Hainaut. C'est un lieu de culte catholique dédié à Saint Ursmaer de Lobbes. Le bâtiment en grande partie gothique est un monument protégé depuis 1936.

## Histoire
La collégiale de Binche est l'un des plus anciens édifices de la ville. Le premier édifice religieux, construit en style roman, remonte au xiie siècle. Il fait partie d'un monastère dédié à la Vierge Marie qui s'appelle alors « Moustier Sainte-Marie ». Les vestiges de cette première église sont observables dans la partie inférieure de la tour, le mur nord du chœur et la face occidentale de la nef.
En 1409, le chapitre séculier de l'abbaye de Lobbes s'installe à Binche. Les chanoines emportent également avec eux les reliques du saint patron et premier abbé de Lobbes. La nouvelle collégiale prend le nom de Saint Ursmer.
Au fil des siècles, diverses rénovations et agrandissements ont lieu. Au xvie siècle, une importante campagne de construction a lieu, au cours de laquelle le chœur et les chapelles latérales en particulier sont rénovés dans le style gothique tardif. En 1552, la tour complètement rénovée. Un incendie ravage l'église et le palais en 1554. En 1622, la nef est rénovée et en 1682 la tour reçoit une flèche baroque.
Une importante restauration de l'édifice débute en 1850, notamment par l'installation de nouveaux vitraux. En 1898, Pierre Langerock rajoute une chapelle et une sacristie au nord.

## Description

### Extérieur
Le bas du clocher et le côté ouest de la nef sont encore largement romans. Le premier étage est constitué de briques datées de 1583. La tour est couronnée d'un lanternon d'ardoises conçu en 1621 et d'un bulbe remplacé vers 1950, ainsi que d'une girouette. Le reste de l'église est gothique ou baroque. On retrouve notamment des fenêtres gothiques de la deuxième moitié du xvie siècle.

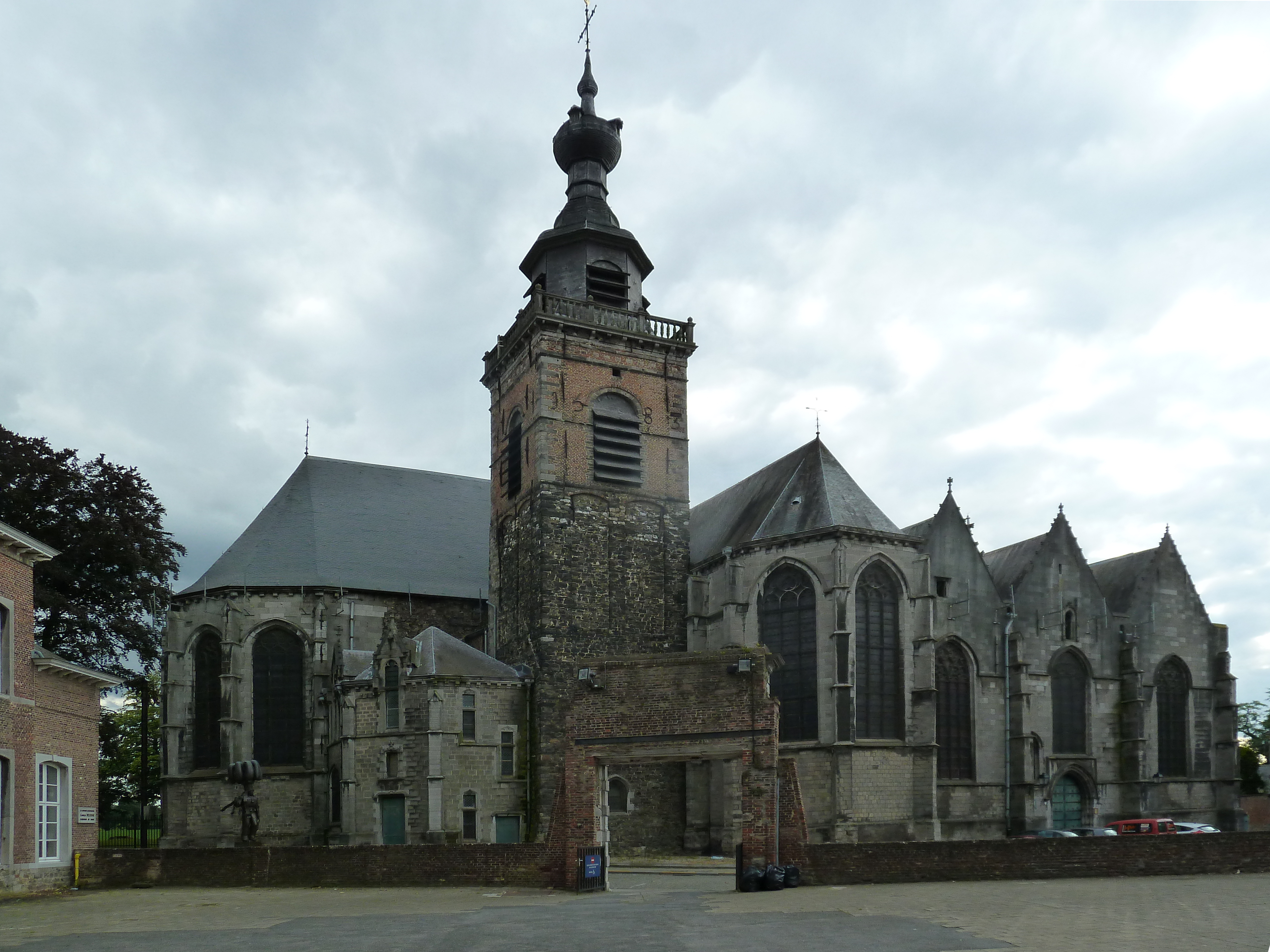
Côté sud avec tour.
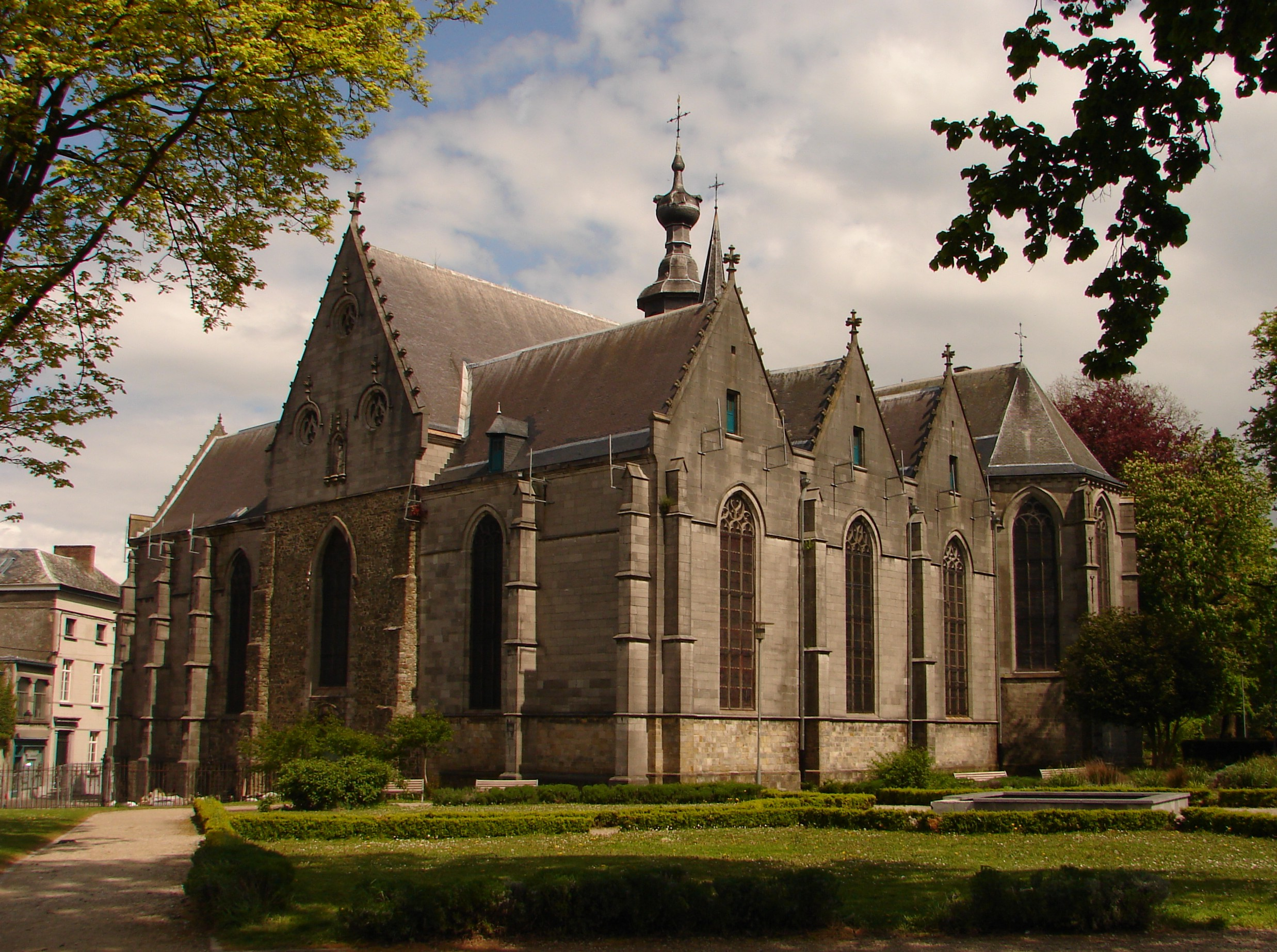
Côté nord-ouest.
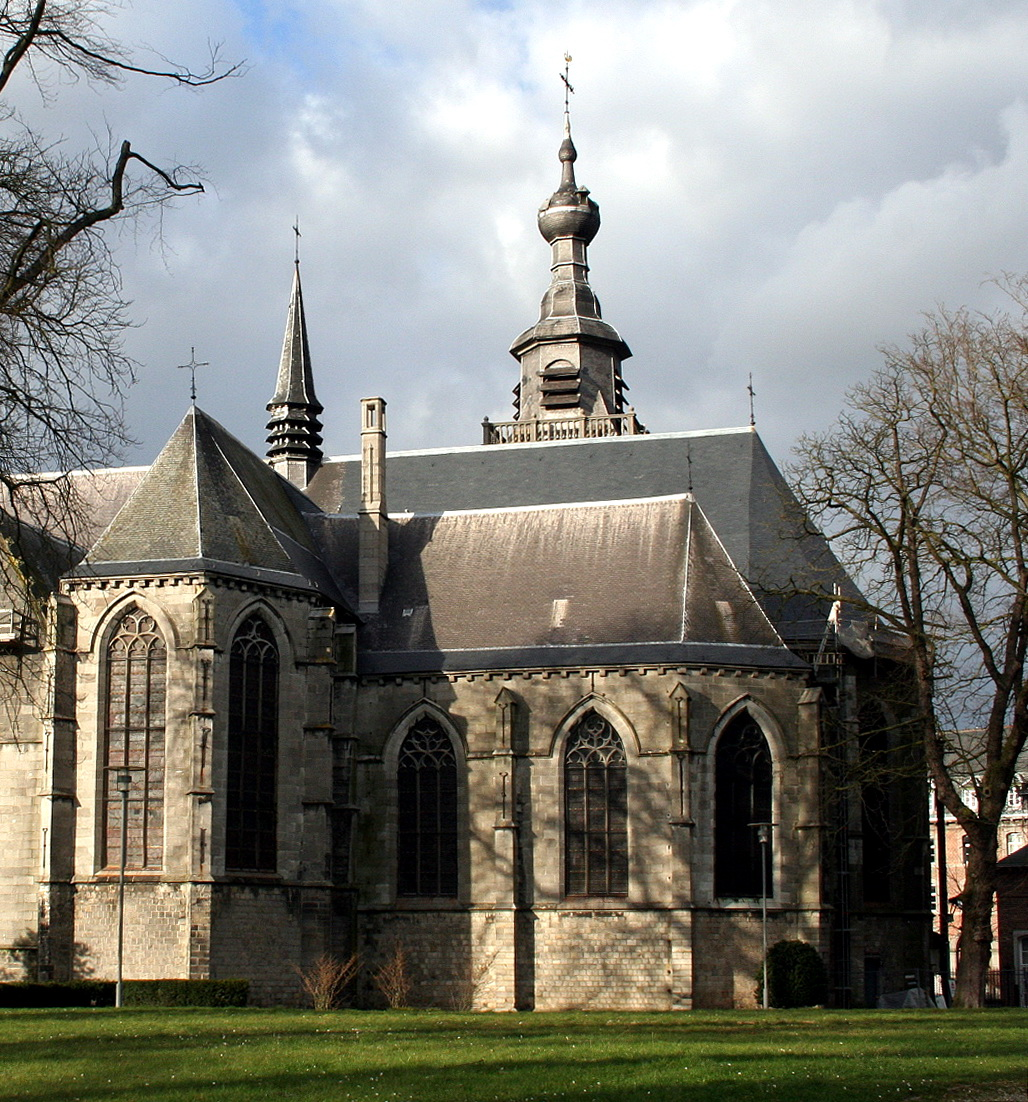
Côté nord-est avec chœur.

### Intérieur
Dans l'église en grande partie gothique, la voûte baroque de la nef et des bas-côtés est frappante, mais elle est restée sans enduit.

Le bas-côté nord possède trois chapelles sous comble datant de la première moitié du xvie siècle. Elles sont complétées d'une sacristie en 1898 par Pierre Langerock. Les chapelles du bas-côté sud sont identiques mais mieux préservées, épargnées par l'incendie de 1554. La chapelle du Saint Sacrement se trouve sur le flanc opposé et date également du xvie siècle. 

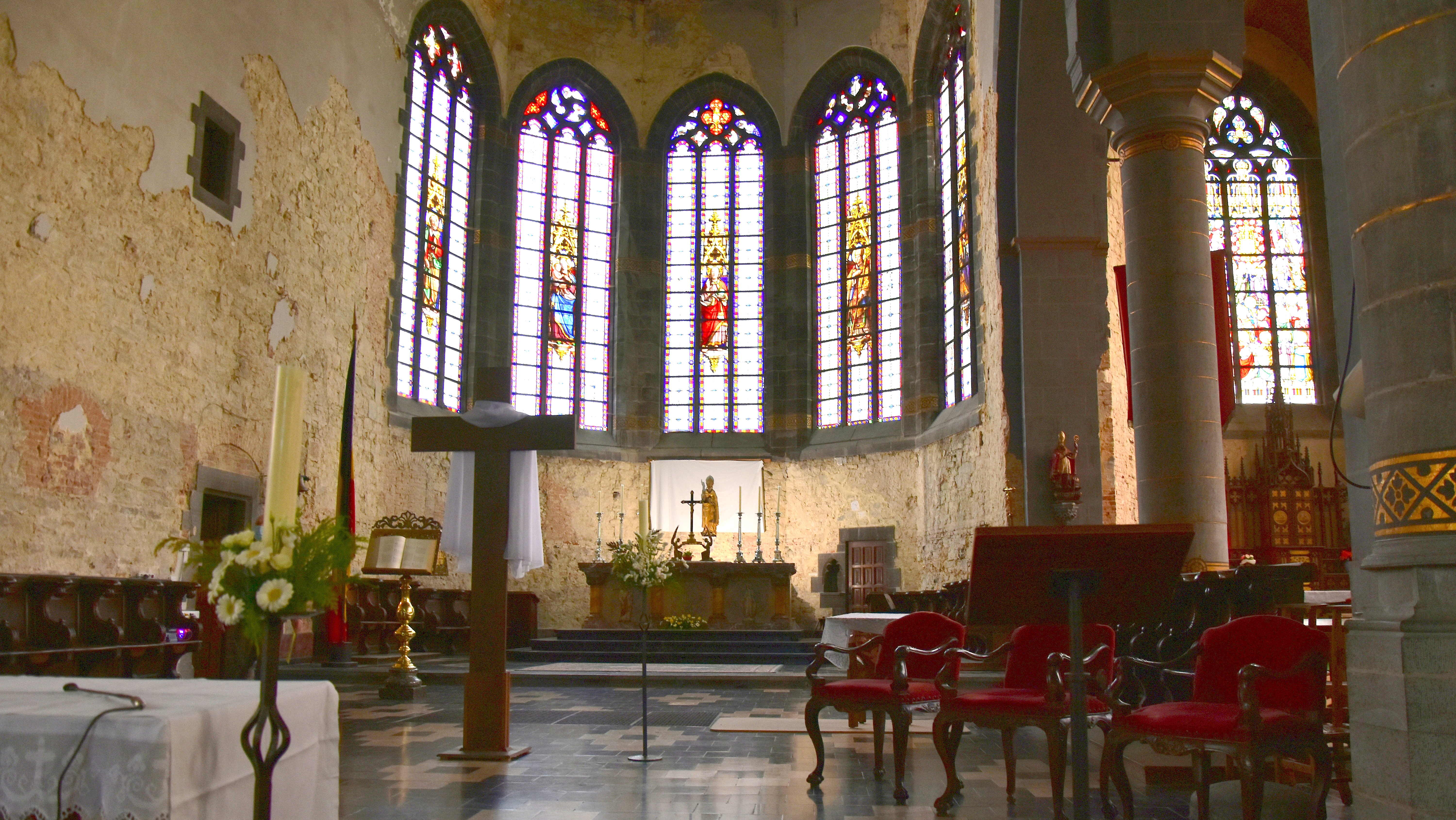
Le chœur du curé.
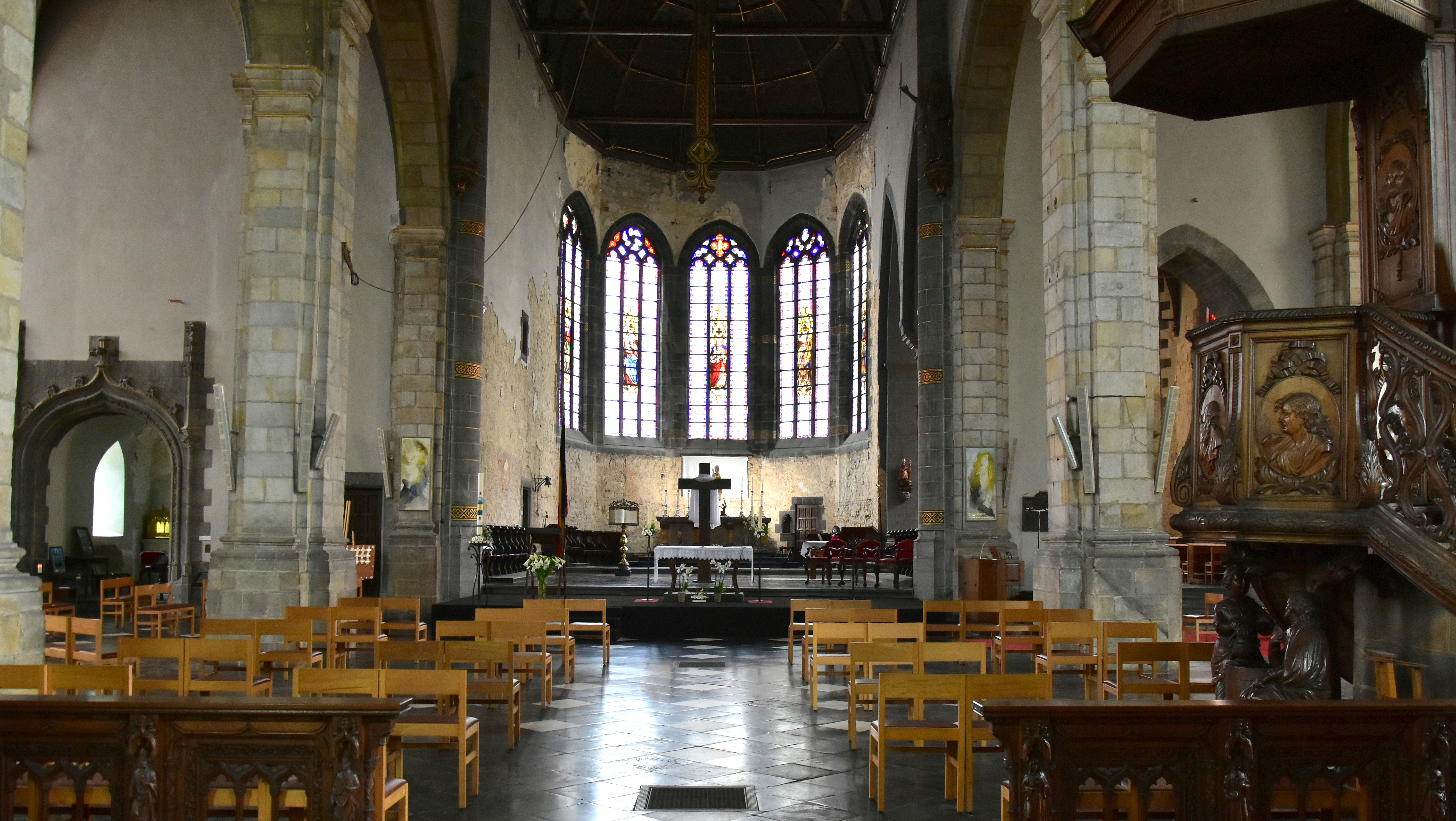
La nef de l'église.
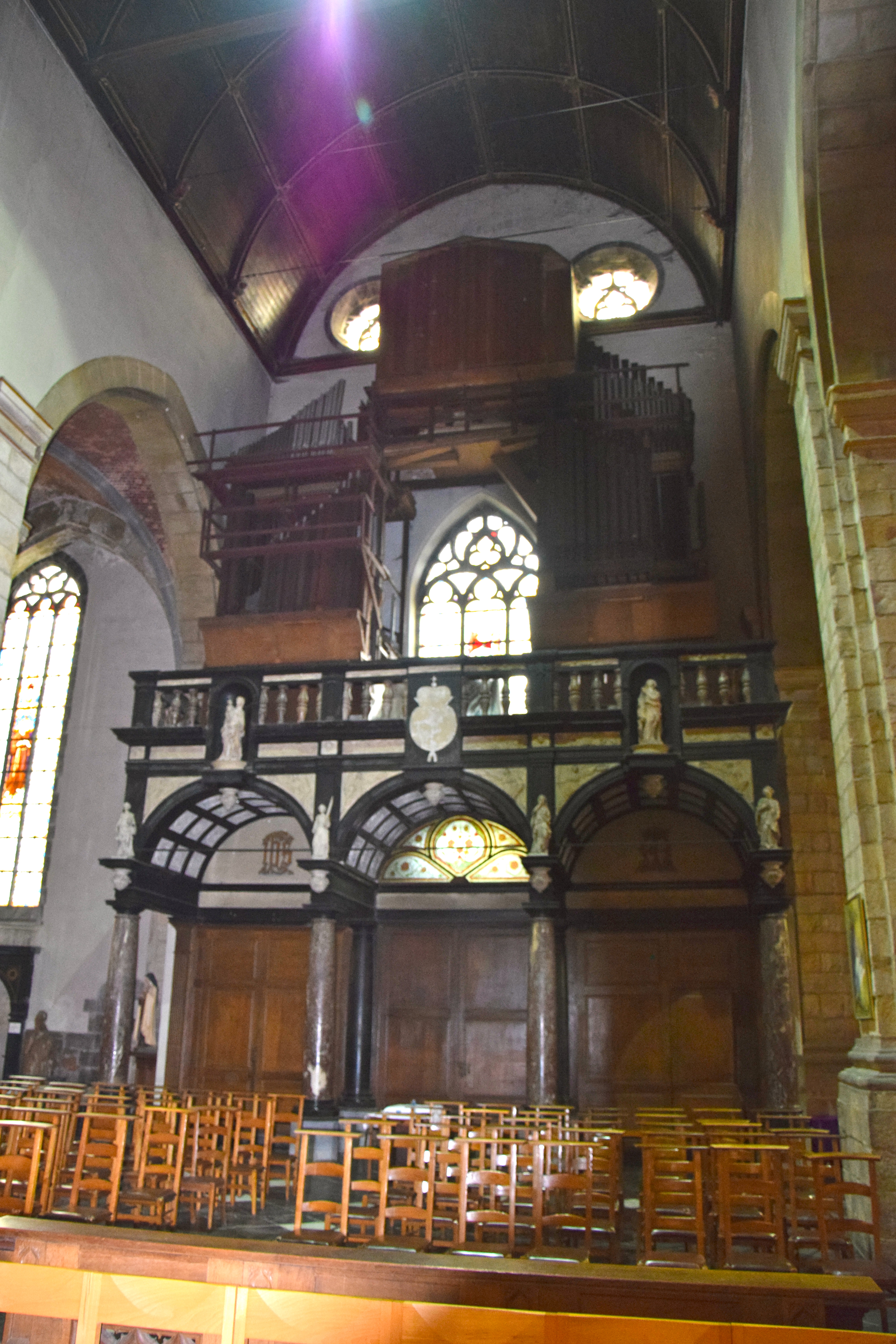
chœur et orgue d'église.
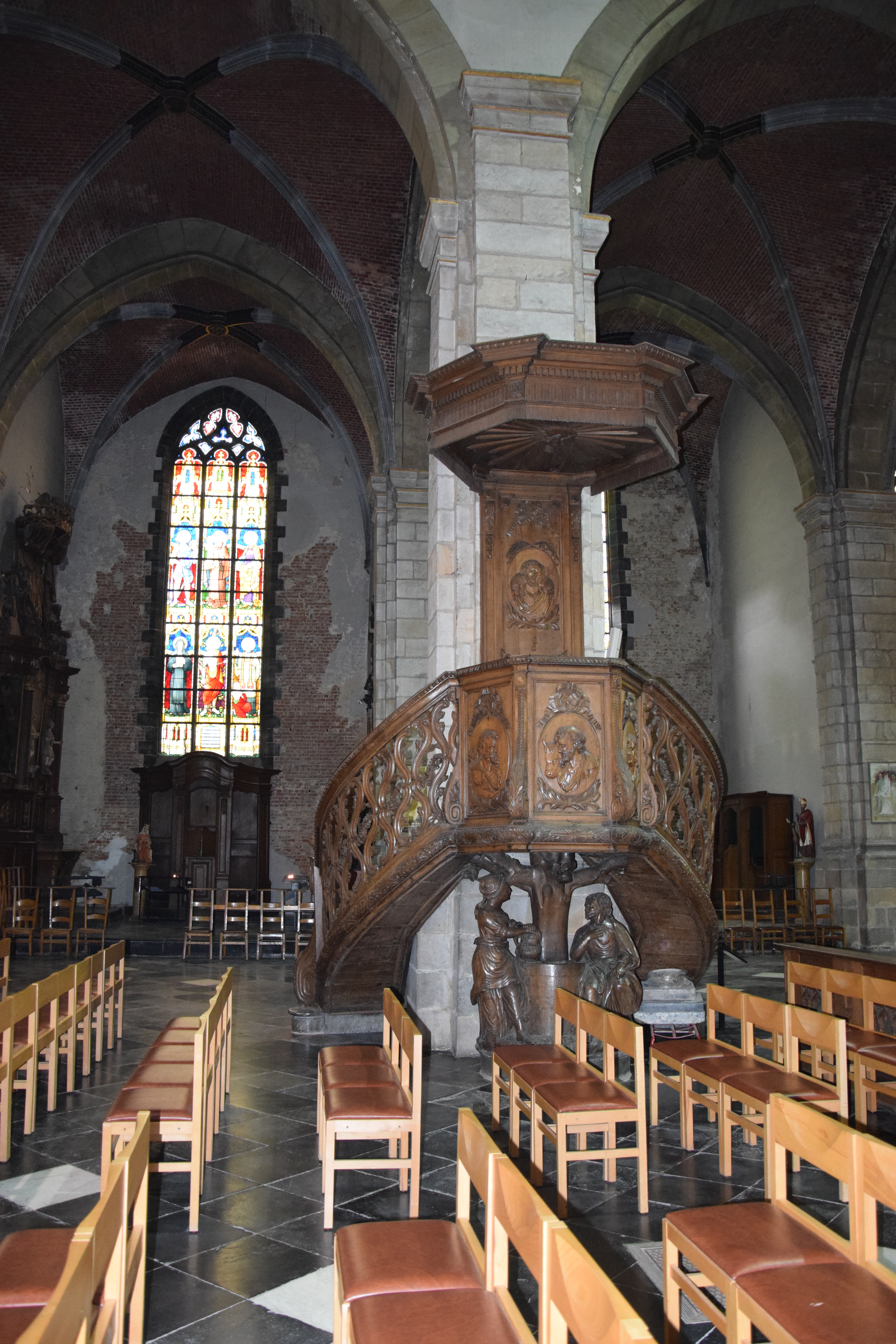
Chaire baroque.
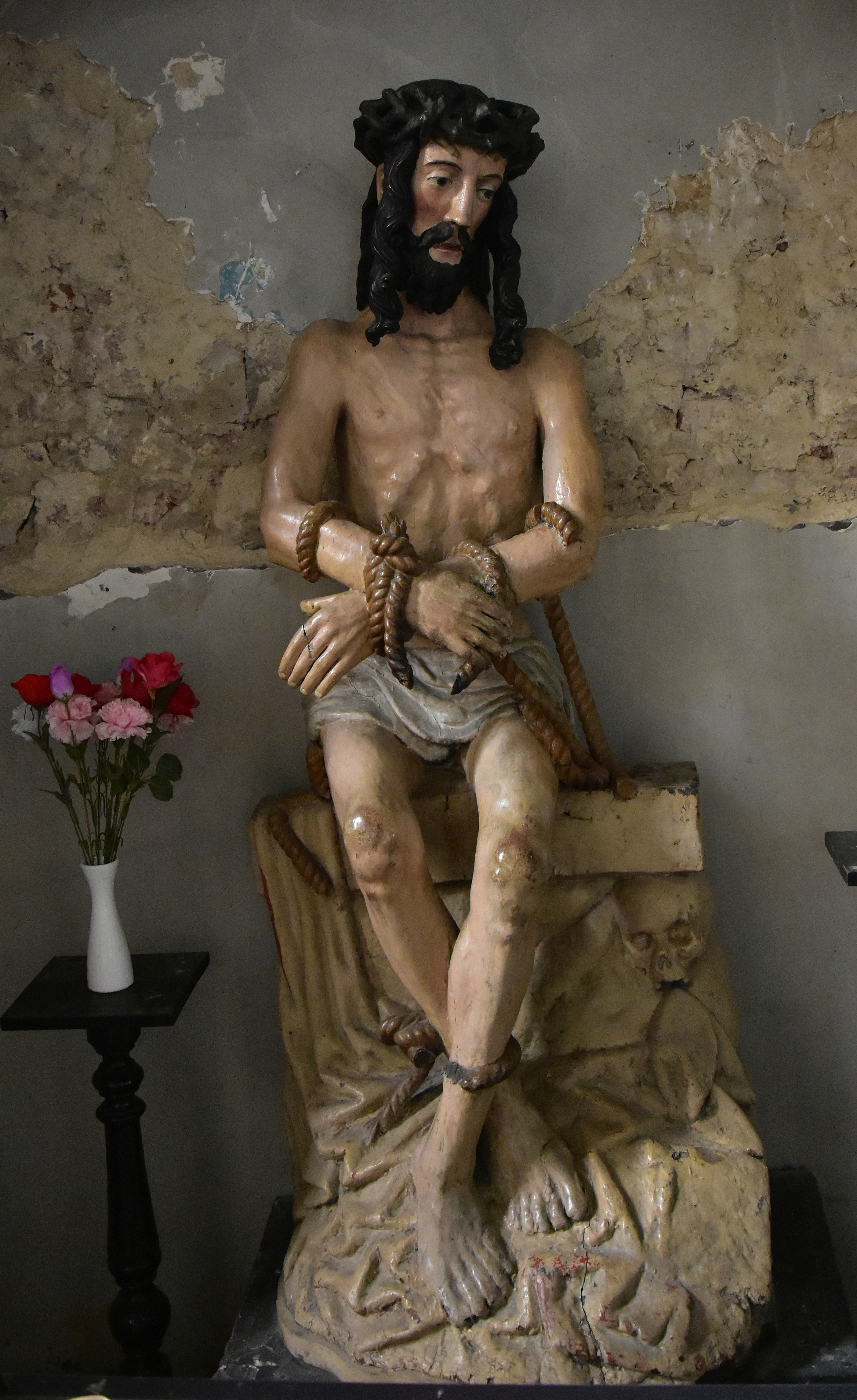
Christ sur la pierre froide.
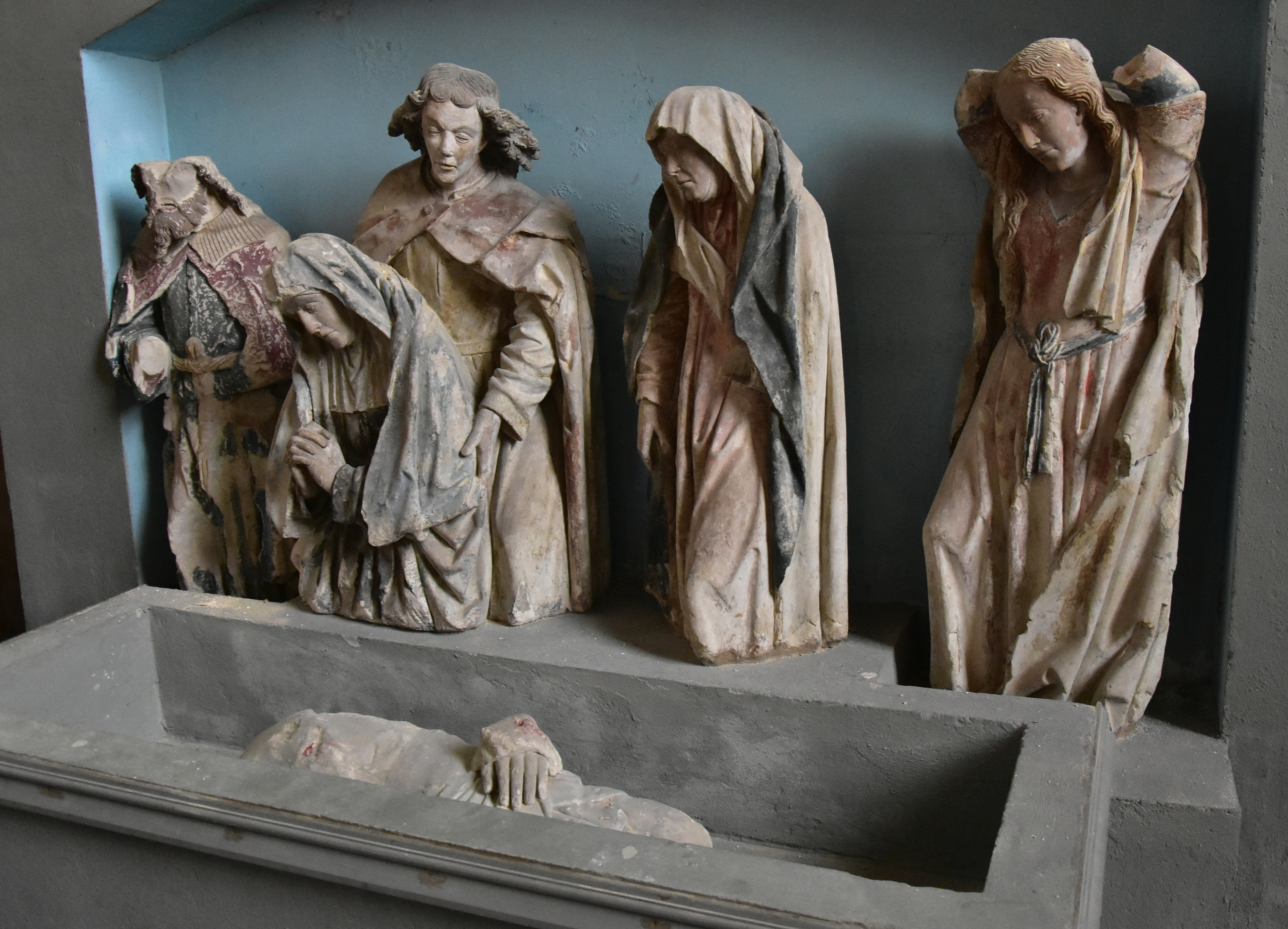
Mise au tombeau (xve siècle).

### Trésor

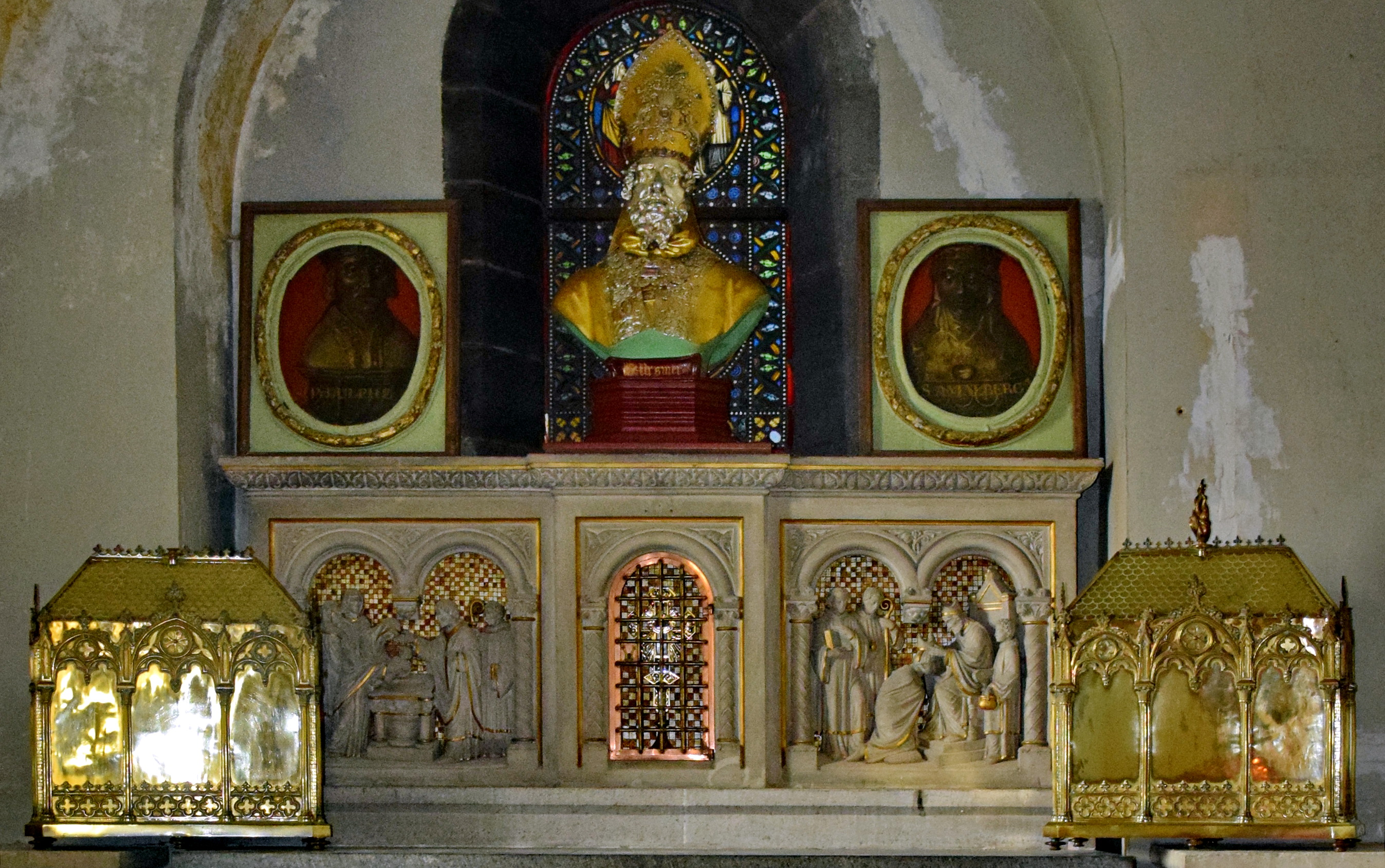
Autel de la chapelle Saint-Ursmer avec buste reliquaire et deux reliquaires.

Malgré des pertes importantes durant la période française, le trésor paroissial de l'église Saint-Ursmer reste important. Les pièces principales sont le reliquaire de bras en argent de Jacques de Zébédée (attribué à Godfroy de Huy, vers 1150-60), le reliquaire de bras en argent de l'apôtre Pierre (Hugo d'Oignies, vers 1230) et le buste reliquaire de saint Ursmer.